# Asymptote (revista)
Asymptote es una revista digital de literatura fundada en 2011 por el editor taiwanés Lee Yew Leong. La revista se especializa en traducciones al inglés de obras de diversos idiomas y fue creada como respuesta a lo que Leong percibió como una falta de acceso de la literatura de países no europeos o americanos al mundo literario anglosajón.
Ha publicado obras originarias de más de 105 países y 84 idiomas, de autores como J.M. Coetzee, Patrick Modiano, Ismail Kadare, César Aira, David Mitchell, Deborah Smith, Pere Gimferrer, Lydia Davis, Mary Gaitskill, Thomas Bernhard, José Saramago, Aime Cesaire, Ko Un, Shen Congwen, Gōzō Yoshimasu, Adonis, entre otros.
En 2015 ganó el premio a la mejor Iniciativa de Traducción de la Feria del Libro de Londres. Fue además nominada en 2012 al premio a la mejor revista por el London Review of Books.